# Roar Grønvold
Roar Grønvold, född 19 mars 1946 i Hvittingfoss, är en norsk före detta skridskoåkare.
Grønvold blev olympisk silvermedaljör på 1 500 meter och 5 000 meter vid vinterspelen 1972 i Sapporo.